# نيرولا

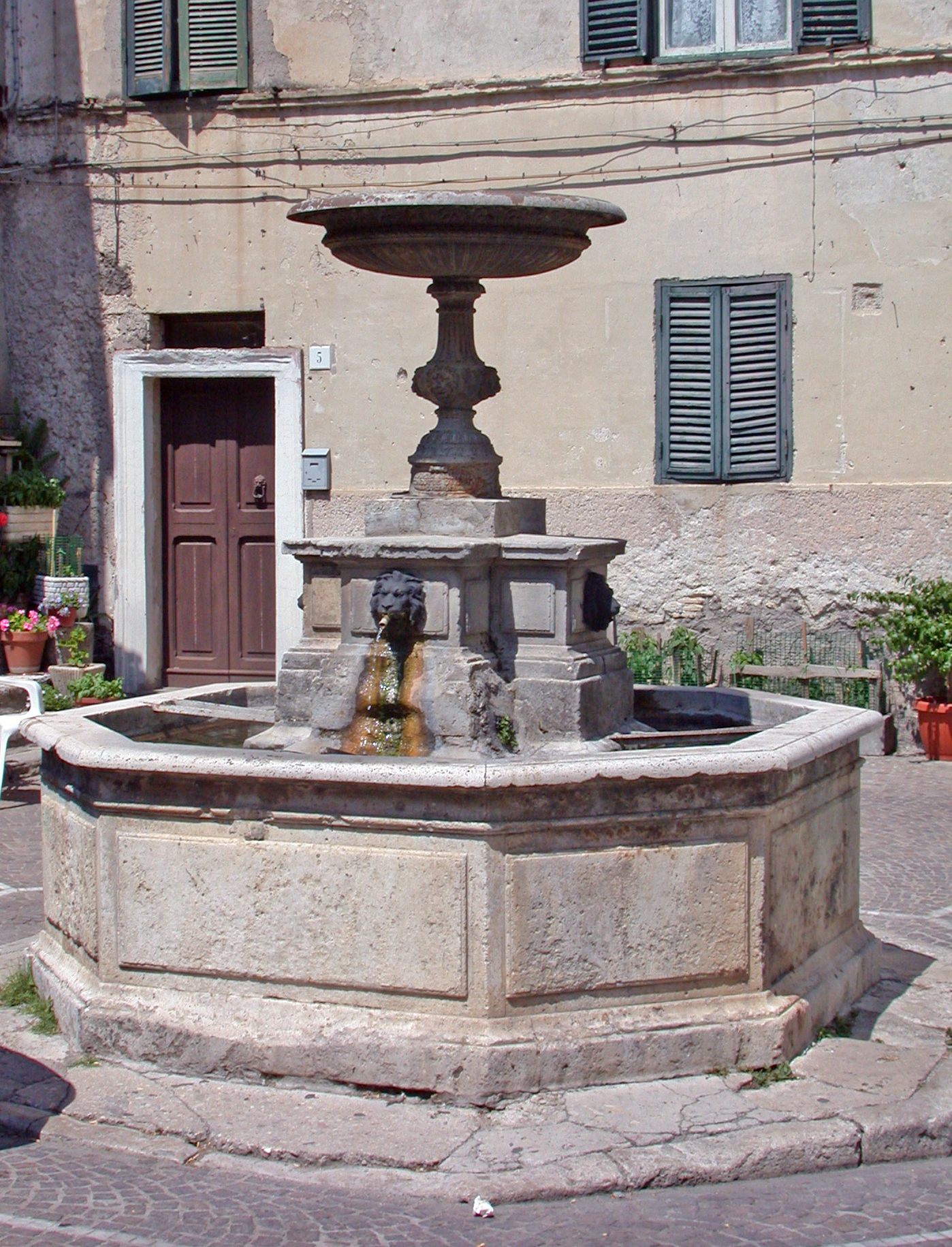
النافورة في ساحة دار البلدية.

نيرولا هي بلدة تابعة لمدينة روما الحضرية، لاتيوم، إيطاليا.

## اسم
و غالبا مشتق اسم نيرولا من كلمة Sabine nero أو nerio ، ومما يعني «قوي» و «شجاع».النقش على النافورة في ساحة قاعة المدينة A Nerone tuum Nerola nomen habet يعود أصل الاسم إلى الإمبراطور الروماني نيرو، الذي ينتمي إلى عشيرة كلوديا، والتي كانت لها أصول سابين بعيدة. تم العثور على آثار في موقع فيلا من العصر الروماني، والتي تصفها الأسطورة بأنها تنتمي إلى نيرون نفسه.

## تاريخ

### أكوافيفا
و داخل البلد يوجد فرازيوني أكوافيفا، على طريق سالاريا القديم. يمكن ان يكون هذا هو مقر الأسقفية المسماة أكوافيفا باللاتينية، والتي شارك أساقفتها في المجامع الكنسية التي عقدت في روما في النصف الثاني من القرن الخامس وبداية القرن السادس: بولوس أو باولينوس في 465، بينينوس في 487، 497، و 502، وبونيفاسيوس في 503. ما عادت أكوافيفا أسقفية سكنية، فقد تم تسجيلها اليوم من قبل الكنيسة الكاثوليكية كمنظر فخري.

### كاستيلو أورسيني دي نيرولا

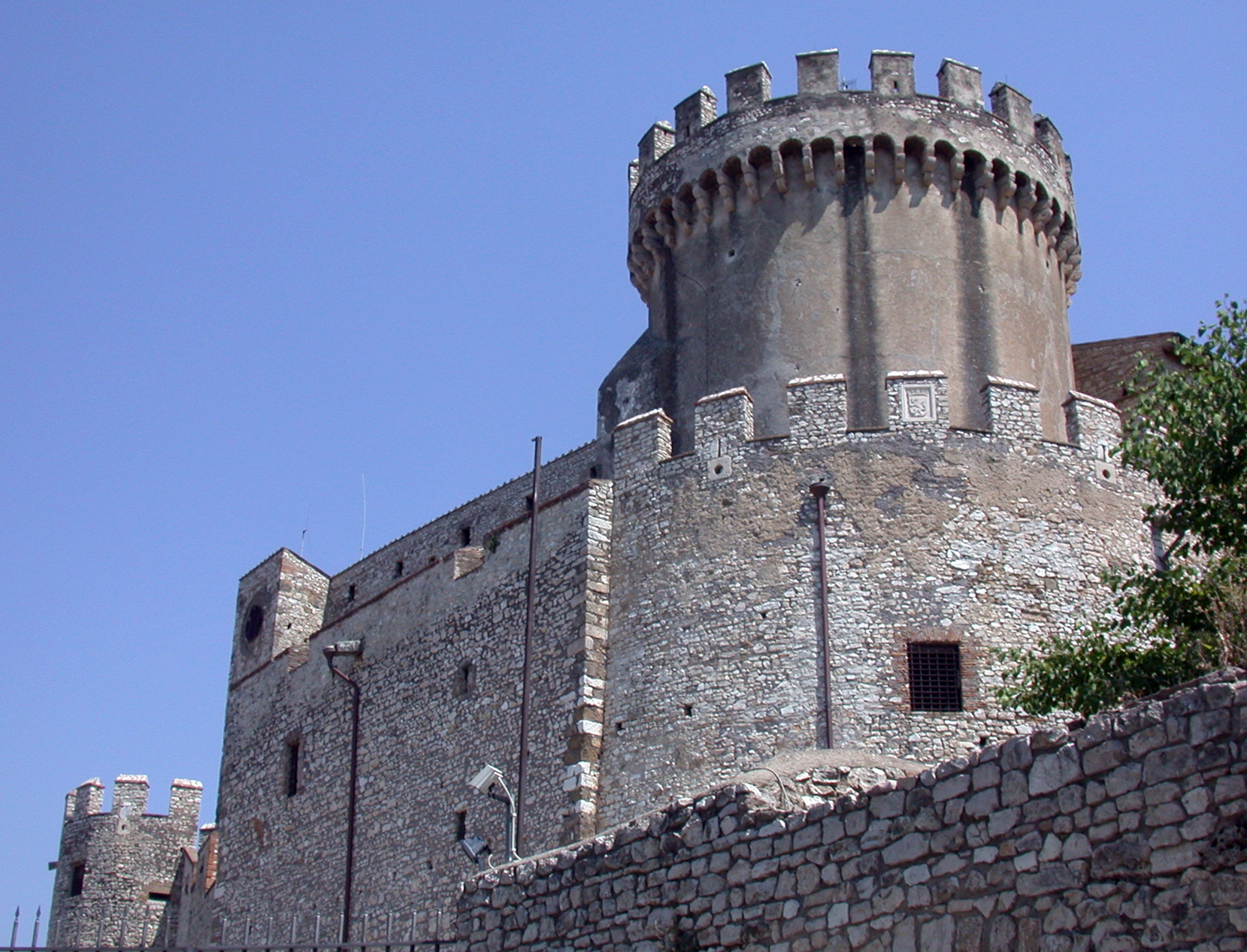
كاستيلو أورسيني في نيرولا.

و في النصف الثاني من القرن العاشر، تأسست قلعة كاستروم نيرولاي من قبل «مستشار سابين» بينيديتو كريسينزي، واحتفظت بها عائلة كريسينزي حتى عام 1235، عندها أصبحت تحت السيطرة المباشرة للبابا. في نهاية القرن الثاني عشر، مُنحت الإقطاعية لعائلة أورسيني، التي بنت كاستيلو أورسيني الحالي. في نهاية القرن الخامس عشر، تم تعزيز القلعة بعد ذلك بأبراج قوية وتحصينات دفاعية أخرى حول القرية. بالقرب من القلعة، تم بناء كيزا فيكيا (الكنيسة القديمة) عام 1483.
و في عام 1644، تم التنازل عن قلعة وإقليم نيرولا لعائلة باربيريني إلى جانب عائلة مونتيليبريتي، وفي عام 1728، أصبحت في حوزة عشيرة سيارا، ومن ثم إلى عائلة لانتي ديلا روفيري، التي أسست مؤسسة خيرية تابعة لـ أوسبيدال دي بيليجريني لمساعدة المسافرين على طريق سالاريا.
و في عام 1867، احتل القلعة فئة من أنصار جوزيبي غاريبالدي الذين كانوا يقاتلون ضد القوات البابوية.
ومنذ انتقاله إلى ماركيز فيراري فراي في عام 1939، تم ترميم القلعة واصبحت الآن فندقًا.

### كوفيد -19
و أثناء جائحة كورونا، عانت نيرولا من معدل عدوى مرتفع بشكل خاص، وخضعت للحجر الصحي بالكامل من قبل السلطات في نهاية مارس 2020. ثم حاول مسؤولو الصحة العامة اختبار كل فرد من سكانها الذين يزيد عددهم عن 1800 نسمة لفهم انتشار الفيروس بشكل أفضل.